# Phyllostachys bissetii
Phyllostachys bissetii är en gräsart som beskrevs av Mcclure. Phyllostachys bissetii ingår i släktet Phyllostachys och familjen gräs. Inga underarter finns listade i Catalogue of Life.

## Bildgalleri

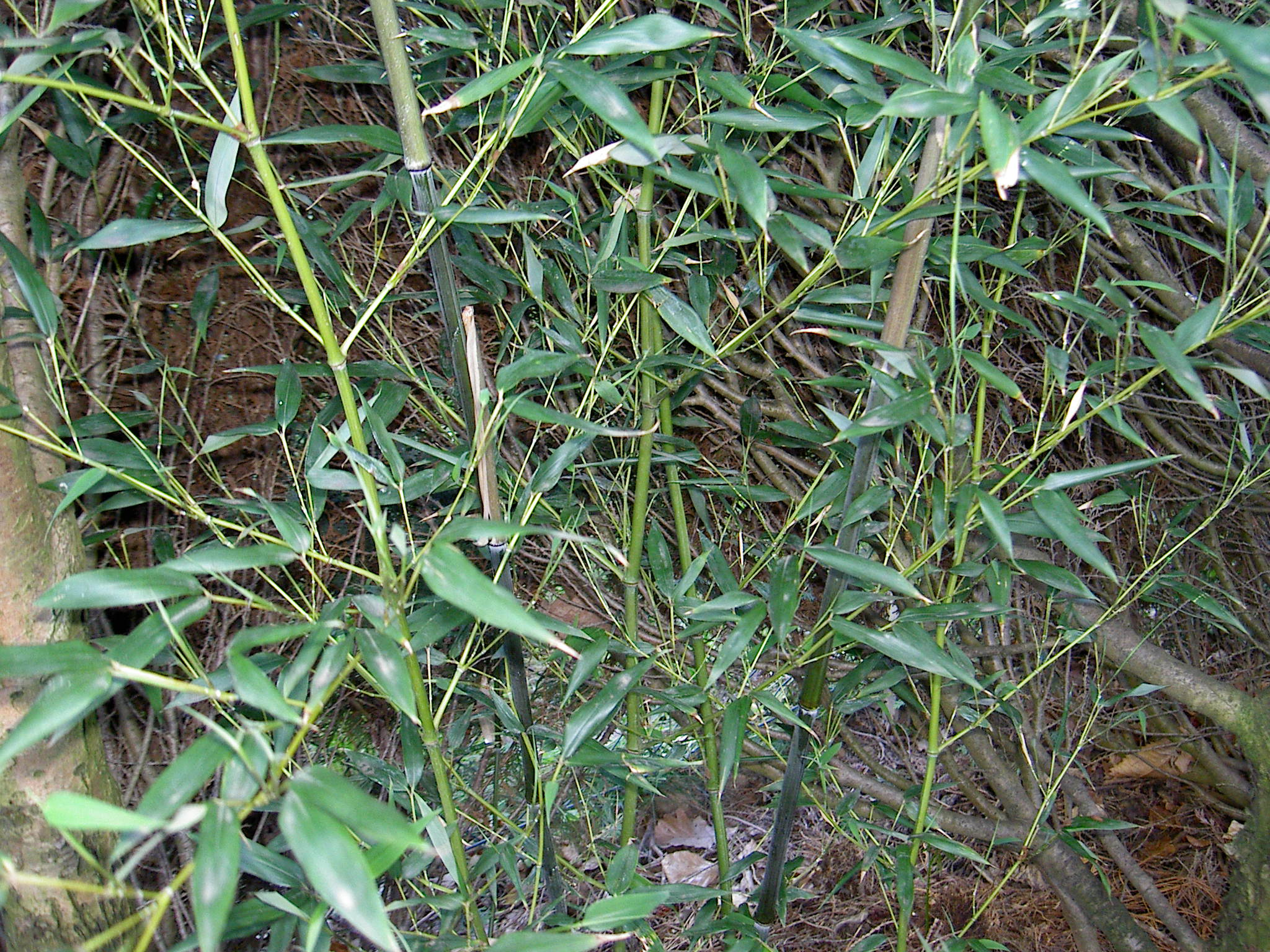
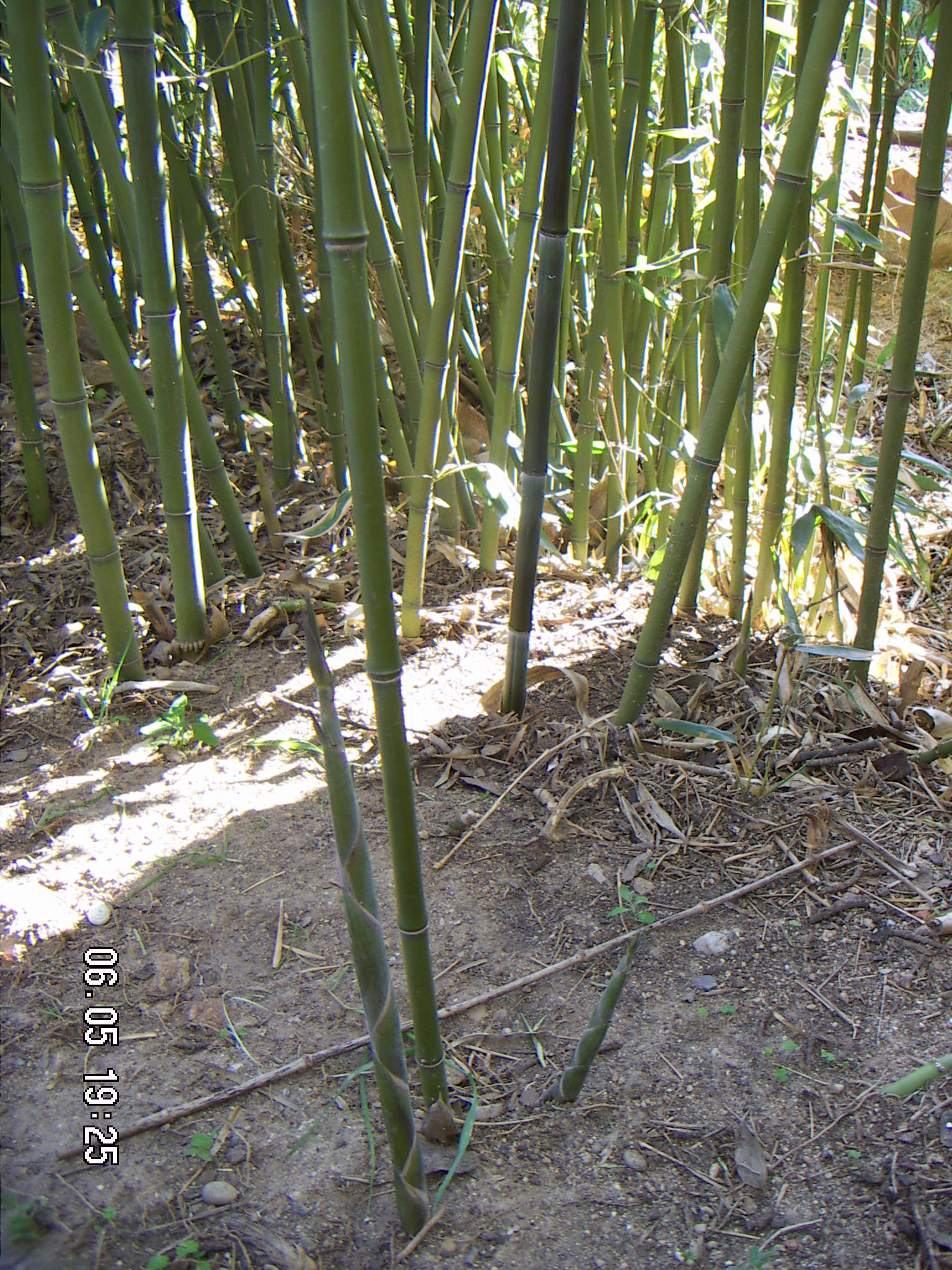